# Idioma chulym
Chulym (en chulym: Öс тили, Ös tili) también conocido como chulim, chulym-turco, küerik, chulym tártaro o melets tártaro (no debe confundirse con el idioma tártaro) es el idioma de los chulyms. El nombre que la gente utiliza para referirse a sí mismos, y también a su idioma, es ös, literalmente,  "propio/a". También es hablado por los kacik (kazik, kuarik). 
Este nombre se originó a través de los miembros pertenecientes a una tribu actualmente extinta.

## Familia lingüística
El chulym es miembro de la familia túrquica. Comprende distintos dialectos que corresponden a lugares a lo largo del río Chulym: bajo chulym ( Por rasgos determinativos y estadísticos aparenta estar temporalmente en estado extinto), chulym medieval o medio chulym , y alto chulym.
La lengua está estrechamente relacionada con el idioma shor y con los dialectos del idioma jakasio.

## Sistema de escritura
El chulym no tiene un sistema propio de escritura, aunque se suele utilizar el alfabeto cirílico. 

## Características
El chulym es un idioma moribundo y lo más probable es que se extinga en 20 años, figura en el Libro Rojo de lenguas en peligro de la UNESCO. Durante la filmación de la película documental americana de 2008 The Linguists, los lingüistas Greg Anderson y K. David Harrison entrevistaron y registraron 20 hablantes y estiman que puede haber entre 35-40 personas que hablen con fluidez en una comunidad global de 426 miembros. El más joven de ellos tenía 54 años en 2008.
Los hablantes del chulym viven en Siberia, al norte de las montañas de Altay, en la cuenca del río Chulym, un afluente del río Obi. Todos los hablantes conocidos son bilingües en ruso. Durante la época soviética, los hablantes de la lengua fueron desalentados y se castigó su uso en las escuelas, en un proceso de desvalorización del lenguaje.